# Cornelius Stewart
Pour les articles homonymes, voir Stewart.
Cornelius Stewart, né le 7 octobre 1989 à Questelles, sur l'île de Saint-Vincent, est un footballeur international vincentais jouant aux postes de milieu de terrain et d'attaquant.

## Biographie

### Carrière en club
Ancien joueur des Whitecaps de Vancouver, Cornelius Stewart évolue en TT Pro League (AIA Caledonia) en 2012 avant de rejoindre la Veikkausliiga finlandaise l'année suivante, championnat qu'il ne quitterait plus puisqu'il y a évolué dans trois clubs différents: OPS (Oulu), VPS (Vaasa) et PS Kemi (Kemi), son club actuel.

### Carrière en sélection
Auteur de 13 buts en 39 sélections, Stewart fait ses débuts en équipe de Saint-Vincent-et-les-Grenadines, le 30 mai 2007, en match amical face à Haïti (défaite 3-0). Il participe aux éliminatoires des Coupes du monde de 2014 et 2018 (11 matchs disputés pour 3 buts marqués).

#### Buts en sélection
| Buts en sélection de Cornelius Stewart | Buts en sélection de Cornelius Stewart | Buts en sélection de Cornelius Stewart                          | Buts en sélection de Cornelius Stewart | Buts en sélection de Cornelius Stewart | Buts en sélection de Cornelius Stewart | Buts en sélection de Cornelius Stewart |
|                                        | Date                                   | Lieu                                                            | Adversaire                             | Score                                  | Résultat                               | Compétition                            |
| -------------------------------------- | -------------------------------------- | --------------------------------------------------------------- | -------------------------------------- | -------------------------------------- | -------------------------------------- | -------------------------------------- |
| 1.                                     | 6 octobre 2010                         | Victoria Park, Kingstown (Saint-Vincent-et-les-Grenadines)      | Montserrat                             | 4-0                                    | 7-0                                    | CAR 2010                               |
| 2.                                     | 2 novembre 2010                        | Manny Ramjohn Stadium, Marabella (Trinité-et-Tobago)            | Trinité-et-Tobago                      | 2-2                                    | 6-2                                    | CAR 2010                               |
| 3.                                     | 18 septembre 2011                      | Arnos Vale Stadium, Kingstown (Saint-Vincent-et-les-Grenadines) | Grenade                                | 2-0                                    | 2-1                                    | QCM 2014                               |
| 4.                                     | 11 novembre 2011                       | FFB Stadium, Belmopan (Belize)                                  | Belize                                 | 0-1                                    | 1-1                                    | QCM 2014                               |
| 5.                                     | 1er septembre 2012                     | Arnos Vale Stadium, Kingstown (Saint-Vincent-et-les-Grenadines) | Barbade                                | 2-0                                    | 2-0                                    | Match amical                           |
| 6.                                     | 2 septembre 2012                       | Arnos Vale Stadium, Kingstown (Saint-Vincent-et-les-Grenadines) | Barbade                                | 1-0                                    | 1-1                                    | Match amical                           |
| 7.                                     | 21 octobre 2012                        | Beausejour Stadium, Gros Islet (Sainte-Lucie)                   | Guyana                                 | 2-1                                    | 2-1                                    | CAR 2012                               |
| 8.                                     | 25 octobre 2012                        | Beausejour Stadium, Gros Islet (Sainte-Lucie)                   | Curaçao                                | 1-0                                    | 4-0                                    | CAR 2012                               |
| 9.                                     | 25 octobre 2012                        | Beausejour Stadium, Gros Islet (Sainte-Lucie)                   | Curaçao                                | 3-0                                    | 4-0                                    | CAR 2012                               |
| 10.                                    | 16 novembre 2012                       | Dwight Yorke Stadium, Bacolet (Trinité-et-Tobago)               | Cuba                                   | 1-0                                    | 1-1                                    | CAR 2012                               |
| 11.                                    | 12 octobre 2014                        | Stade René Serge Nabajoth, Les Abymes (Guadeloupe)              | Martinique                             | 1-0                                    | 3-4                                    | QCAR 2014                              |
| 12.                                    | 12 octobre 2014                        | Stade René Serge Nabajoth, Les Abymes (Guadeloupe)              | Martinique                             | 2-1                                    | 3-4                                    | QCAR 2014                              |
| 13.                                    | 10 juin 2015                           | Arnos Vale Stadium, Kingstown (Saint-Vincent-et-les-Grenadines) | Guyana                                 | 1-1                                    | 2-2                                    | QCM 2018                               |